# 天河潭站 (地铁)
天河潭站是贵阳轨道交通S1线的地铁车站，位于中华人民共和国贵州省贵阳市花溪区天河潭立交北侧，于2024年12月28日开通。

## 车站结构
天河潭站平行于贵安大道北侧呈东西向设置，为地上二层侧式站台车站，车站长130米，宽27米，车站地面为站厅层，地上二层为站台层。车站东侧设有一条单渡线。
| 地上二层          | 站台         | \| 側式 · 開右邊车门 \| \| \| \| \| \| █ S1线往皂角坝（大龙井） \| \| \| \| █ S1线往望城坡（石板哨） \| \| 側式 · 開右邊车门 \| \| \| |
| 地面              | 出入口及站厅 | A1、A2出入口、客服中心、自动售票机、验票机                                                                                            |
| 側式 · 開右邊车门 |              | |
|                   |              | █ S1线往皂角坝（大龙井） |
|                   |              | █ S1线往望城坡（石板哨） |
| 側式 · 開右邊车门 |              | |

## 车站出口
天河潭站目前开放2个出入口，各出口及周围设施如下所示：
| 编号                    | 出入口信息                    | 照片 | 无障碍设施 |
| ----------------------- | ----------------------------- | ---- | ---------- |
| A · 1 · 出口 · （设有） | 天河潭景区，贵安大道，001县道 |      |            |
| A · 2 · 出口 · （设有） | 天河潭景区，贵安大道，001县道 |      |            |
| 图例： 设有             |                               |      |            |

## 接驳交通

### 公交车
- 天河潭路口：花溪23路
- 天河潭：211路，701路，706路，711路，712路

## 车站历史
本站工程名与正式名均为天河潭站，站名来自车站附近的天河潭景区。
- 2023年12月27日，车站主体结构封顶[3]。
- 2024年12月28日，车站随S1线工程通车开通[1]。